# Tommy Milner
Tom „Tommy” Milner (ur. 28 stycznia 1986 roku w Waszyngtonie) – amerykański kierowca wyścigowy.

## Kariera
Milner rozpoczął karierę w międzynarodowych wyścigach samochodowych w 2003 roku od startów w klasie GT Panoz Racing Series. Z dorobkiem ośmiu punktów uplasował się tam na jedenastej pozycji w końcowej klasyfikacji kierowców. W późniejszych latach Amerykanin pojawiał się także w stawce Grand American Rolex Series, Amerykańskiej Formuły BMW, Grand-Am Cup GS, American Le Mans Series, 24-godzinnego wyścigu Le Mans, Le Mans Series, SCCA World Challenge, Asian Le Mans Series, 24H Dubai, 24h Nürburgring, VLN Endurance, FIA World Endurance Championship oraz United Sports Car Championship.

## Wyniki w 24h Le Mans
| Rok  | Zespół                           | Partnerzy                      | Samochód                | Klasa   | Okr. | Poz. | Klasa Pos. |
| ---- | -------------------------------- | ------------------------------ | ----------------------- | ------- | ---- | ---- | ---------- |
| 2006 | Multimatic Motorsport Team Panoz | Gunnar Jeannette Scott Maxwell | Panoz Esperante GT-LM   | GT2     | 34   | NU   | NU         |
| 2007 | Team LNT                         | Tom Kimber-Smith Danny Watts   | Panoz Esperante GT-LM   | GT2     | 60   | NU   | NU         |
| 2011 | Corvette Racing                  | Olivier Beretta Antonio García | Chevrolet Corvette C6.R | GTE Pro | 314  | 11   | 1          |
| 2012 | Corvette Racing                  | Oliver Gavin Richard Westbrook | Chevrolet Corvette C6.R | GTE Pro | 215  | NS   | NS         |
| 2013 | Corvette Racing                  | Oliver Gavin Richard Westbrook | Chevrolet Corvette C6.R | GTE Pro | 309  | 22   | 7          |
| 2014 | Corvette Racing                  | Oliver Gavin Richard Westbrook | Chevrolet Corvette C7.R | GTE Pro | 333  | 20   | 4          |
| 2015 | Corvette Racing-GM               | Oliver Gavin Jordan Taylor     | Chevrolet Corvette C7.R | GTE Pro | 337  | 17   | 1          |